# قرار مجلس الأمن التابع للأمم المتحدة رقم 669
قرار مجلس الأمن التابع للأمم المتحدة 669 الذي اتخذ بالإجماع في 24 سبتمبر 1990 بعد أن أشار إلى أن قرار مجلس الأمن التابع للأمم المتحدة رقم 661 (1990) والمادة 50 من الفصل السابع من ميثاق الأمم المتحدة كان يدرك تزايد عدد طلبات المساعدة الواردة بموجب المادة 50 المتعلقة بالجزاءات الدولية المفروضة على العراق بعد غزوه للكويت.
تنص المادة 50 على أنه إذا كان مجلس الأمن ينفذ جزاءات ضد أي دولة سواء كانت عضوا في الأمم المتحدة أم لا فإن البلد الذي يواجه مشاكل اقتصادية نتيجة لهذه التدابير له الحق في استشارة المجلس لإيجاد حل للمشكلة. قدمت 21 دولة بما فيها الأردن التي تعاني من عواقب وخيمة للجزاءات طلبات بهذه الطريقة.
في هذا الصدد طلب المجلس إلى لجنة مجلس الأمن المنشأة بموجب القرار 661 (1990) النظر في طلبات المساعدة بموجب المادة 50. أبلغت اللجنة الدول الأعضاء بدعم الدول الأخرى التي تأثرت بالجزاءات المفروضة على العراق.